# David Castello-Lopes
Pour les articles homonymes, voir Castello et Lopes.
David Castello-Lopes, né le 16 septembre 1981 dans le 12e arrondissement de Paris, est un journaliste, humoriste et vidéaste franco-portugais. Son travail se caractérise par la création de chansons, de vidéos ou encore de chroniques humoristiques et instructives, devenant parfois des mèmes.

## Biographie

### Famille et formation
David Castello-Lopes naît le 16 septembre 1981 dans le 12e arrondissement de Paris. Il est le fils du photographe Gérard Castello-Lopes, et d’une Française, Danièle Heimer, née à Avignon le 28 janvier 1943 et décédée à Paris le 17 février 2023.
Il grandit près de la place de Clichy à Paris et étudie au lycée Condorcet où il fait la rencontre du futur ministre des Transports Clément Beaune, qui deviendra son meilleur ami,,. De 18 à 21 ans, il est chanteur dans le groupe Marquis Concept avec lequel il compose des « chansons avec des blagues ».
Il obtient en 2006 un master en histoire à l'université Paris IV-Sorbonne et en 2008 un master en journalisme à l'Institut français de presse (IFP/Assas). Il a également fait un séjour d'étude à l'université de Californie à Berkeley en 2008,.

### Activités
Il est l'assistant du critique d'art et réalisateur Hector Obalk de 2005 à 2010.
Avant même des études en journalisme, il présente les flashs d'information de la radio TSF Jazz et également de Radio Nova. Fort de cette expérience, il intègre l'Institut français de presse puis en 2008, l'École de journalisme de Berkeley.
En 2010, il travaille comme journaliste à l'émission l'Effet papillon sur Canal+. À partir de 2012, il y anime une rubrique avec l'illustrateur Leonard Cohen appelée le Chiffroscope. En 2014, ils signent une adaptation livresque de leur chronique chez Scrineo.
À partir de 2014, il travaille au Gorafi,, puis, en 2016, il fonde la société Dastiz Productions, et écrit et réalise une chronique sur Canal+ intitulée « Depuis quand » et diffusée dans l'émission Le Petit Journal (alors présenté par Cyrille Eldin), puis dans l'émission La Case en + durant la saison 2017-2018, puis dans l'émission Les Reporters du dimanche,, où il explique sur un ton humoristique l'origine des « choses de la vie », comme celle du café gourmand, du bip de recul des camions, du karaoké ou encore du surimi. De 2020 à 2023, il poursuit l'exploration de cette thématique dans la chronique « Les origines » sur Europe 1 aux côtés de Stéphane Bern dans l'émission Historiquement vôtre. Certaines de ces chroniques seront par la suite réunies dans un livre, Les Origines, publié en 2024 aux éditions Denoël.
Entre 2016 et 2018, il co-dirige avec Olivier Clairouin le service vidéo du journal Le Monde où il restructure le service de quatorze personnes. En 2019, il devient responsable du développement des nouveaux formats audiovisuels du journal. À partir du mois de septembre de la même année, il devient également réalisateur de la chronique « Intéressant » pour le magazine 28 minutes sur Arte.
L'année suivante, il commence à travailler en Suisse à la Radio télévision suisse (RTS) en présentant la rubrique mensuelle « Suisse ? » pour le magazine d'information humoristique 52 minutes,,. Cette rubrique a pour objectif de mettre en valeur certains atouts majeurs de la Suisse et de parler de ses clichés. Elle prend fin le 18 avril 2024. 
Depuis septembre 2022, il travaille pour Konbini avec sa série Small Talk, diffusée sur la plateforme YouTube et en podcast, dans laquelle il discute pendant quelques minutes avec un invité, différent à chaque épisode.
En 2023, il crée son premier spectacle one-man-show, Authentique, dans lequel il mêle ses expériences de journaliste et d'humoriste. Il le joue en Suisse puis poursuit par une tournée en France,. La même année, il interprète un rôle secondaire dans la vidéo Les 11 rappeurs à ne pas suivre de Mister V, qui rencontre un succès public et critique,,.
En 2023, il apparaît dans une vidéo projetée en ouverture des concerts de Bigflo & Oli, où il explique aux spectateurs le fonctionnement des bracelets lumineux interactifs distribués dans la salle. Cette séquence humoristique, diffusée lors d’une tournée très attendue, a été largement relayée et saluée sur les réseaux sociaux pour son originalité et son ton décalé.
En septembre 2023, il devient chroniqueur hebdomadaire dans la matinale de France Inter, à la place d'Alex Vizorek,.
Pendant les vacances de Noël 2024 et d'été 2025, il présente également sur France Inter Mousse Mousse, jeu de culture générale diffusé le week-end.

## Univers journalistique

### Importance des chansons
Les chroniques Depuis quand et Suisse ? incorporent, assez fréquemment pour la première et systématiquement pour la deuxième, des chansons en lien avec le thème traité, en plus du travail journalistique,.
En novembre 2020, il devient un phénomène Internet sur TikTok en créant un mème avec sa chanson Je possède des thunes, insérée dans l’épisode de « Suisse ? » sur les montres suisses. En juillet 2021, il en réalise une version longue qu’il poste sur YouTube, accompagnée d'un site de vente de T-shirts arborant le début des paroles du refrain.
Il poste également des chansons totalement inédites sur YouTube.

### Inspirations et influences
Son travail s’inspire entre autres de celui de l’artiste et vidéaste américain Bill Wurtz, et l'écrivain polonais Witold Gombrowicz est son auteur favori.

## Spectacle
- Authentique (one-man-show) : premières à Lausanne en novembre 2022 et Genève en mai 2023[21],[20], puis tournée en France[8],[24],[40],[26],[27].

## Publication
- David Castello-Lopes, Les origines : Tu veux savoir d'où viennent les choses ? Je vais te le dire, Paris, éditions Denoël, coll. « Documents », 2 octobre 2024, 240 p. (ISBN 2207183300)